# Województwo podlaskie (I Rzeczpospolita)
Województwo podlaskie (łac. Palatinatus Podlachiae) – województwo I Rzeczypospolitej istniejące w latach 1513–1795 ze stolicą w Drohiczynie, część prowincji małopolskiej.

## Historia

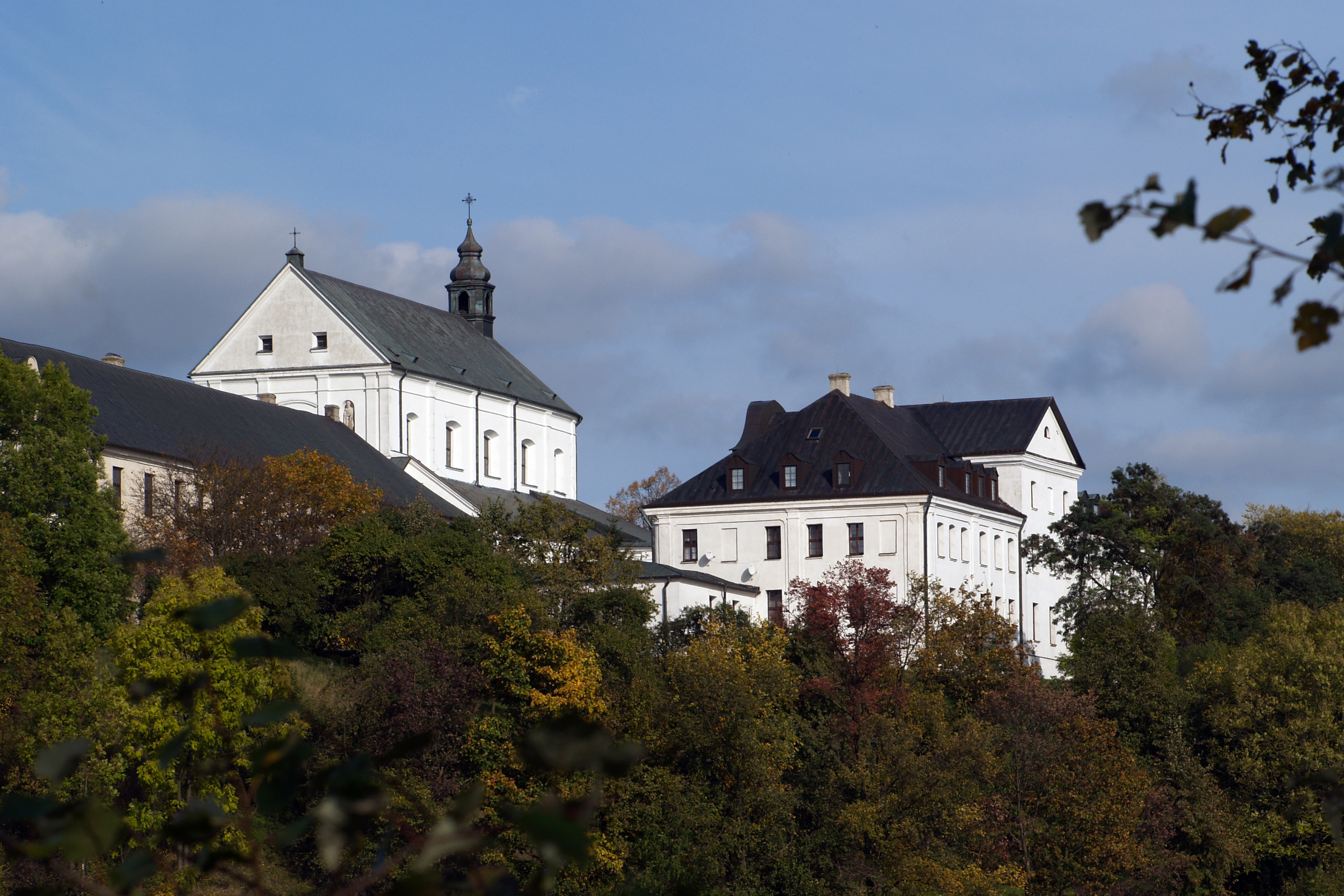
Drohiczyn – kolegium i kościół Jezuitów

Utworzone zostało przez króla Zygmunta Starego 29 sierpnia 1513 poprzez wydzielenie z województwa trockiego ziem bielskiej, drohickiej, mielnickiej, brzeskiej i kamienieckiej. Od 1516 roku na mocy przywileju królewskiego ziemie wchodzące w skład województwa były objęte prawem polskim. W 1520 Zygmunt I Stary wydał kolejny przywilej, który odnawiał istnienie województwa podlaskiego, w skład którego weszły ziemie: bielska, drohicka, mielnicka, brzeska, kamieniecka i dodatkowo ziemia kobryńska (bez powiatu goniądzkiego). W 1566 roku w związku z utworzeniem województwa brzeskiego oderwano z województwa podlaskiego ziemie: brzeską, kamieniecką i kobryńską. Także w 1566 roku utworzono urząd kasztelana podlaskiego. Do 5 marca 1569 r. województwo wchodziło w skład Wielkiego Księstwa Litewskiego. W dniu 5 marca 1569 roku na mocy unii lubelskiej przy aprobacie posłów podlaskich Sejm koronny przegłosował włączenie województwa podlaskiego do Korony Królestwa Polskiego. W dokumentach podpisanych w Lublinie 5 marca 1569 roku podkreślono, że Podlasie należało do Korony Polskiej do czasów panowania Kazimierza Jagiellończyka i aktami tymi jedynie przywrócono stan poprzedni. Stolicą był Drohiczyn. 
Województwo podlaskie miało zagwarantowane prawem odbywanie pospolitego ruszenia wyprawą łanową.
W drugiej połowie XVI w. województwo podlaskie zajmowało obszar 10 530 km², na których było 1675 osad i miejscowości, w tym: 23 miasta, 1587 wsi, 33 przedmieścia (osady będące własnością miast, tzw. wsie miejskie), 20 osad młyńskich, 10 osad folwarcznych, oraz 2 osady kuźnicze. W tym okresie na Podlasiu było 9 zamków: w ziemi bielskiej – Bielsk (spłonął w 1564 r.), Goniądz, Suraż, Tykocin, Waniewo, w ziemia drohickiej – Ciechanowiec, Drohiczyn, Miedzna oraz Mielnik w ziemi mielnickiej. Własność szlachecka obejmowała 1342 miejscowości, królewska 242, duchowna 25, 33 to wspomniane „wsie miejskie”, a pozostałe – własność mieszana (królewsko-duchowna, duchowno-szlachecka, królewsko-szlachecka).

## Urzędy
Do senatu wprowadzało 2 senatorów większych: wojewodę i kasztelana podlaskich. Popis pospolitego ruszenia województwa odbywał się w Drohiczynie, który później uważano za stolicę województwa.

## Ziemie

- ziemia drohicka – szlachta tej ziemi sejmiki odbywała w Drohiczynie, wybierając 2 posłów na sejm. Tam też był sąd grodzki. Sąd ziemski sprawowany był w Drohiczynie, Miedznej, Sokołowie Podlaskim, Mokobodach.
- ziemia mielnicka – szlachta tej ziemi sejmiki odbywała w Mielniku, gdzie wybierała 2 posłów na sejm. Tam też odbywały się sądy grodzkie i ziemskie.
- ziemia bielska – szlachta tej ziemi sejmiki odbywała w Brańsku, gdzie wybierała 2 posłów na sejm. Sądy odbywały się w Brańsku, który był faktycznym centrum administracyjnym ziemi („ziemie bielskiej metropolis”).

Właściwym dla niej sejmikiem generalnym był obradujący w Warszawie „generał” mazowiecki.
Wszystkie te ziemie wybierały w Drohiczynie na zmianę 2 deputatów do Trybunału Koronnego w Lublinie.

## Herb

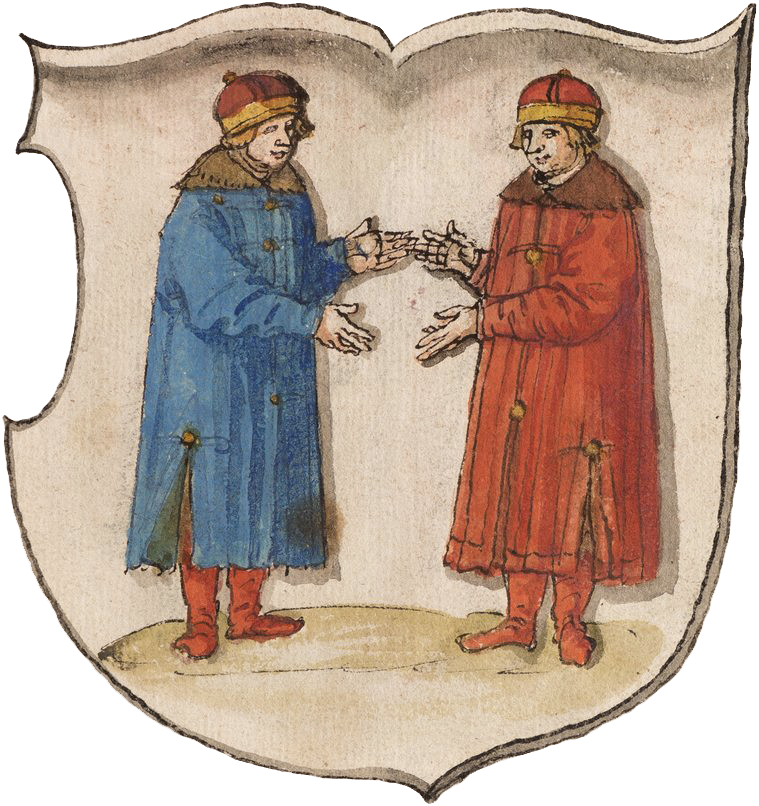
Herb Województwa Podlaskiego. 1555

Herbem województwa były połączone 2 herby: polski i litewski – orzeł bez korony w polu czerwonym i Pogoń litewska. Formalnie herb województwa podlaskiego ustanowiono 5 III 1569 r. na mocy aktu „przywrócenia ziemi podlaskiej do Korony Polskiej”, a król Zygmunt August postanowił, aby „na chorągwiach wojennych […] Orła znaku Korony Polskiej używali”. Jednocześnie używano także herbu Pogoń, który został nadany województwu podlaskiemu na sejmie w 1566 r.